# Episodi di After Life (terza stagione)
La terza stagione della serie televisiva After Life è stata interamente pubblicata su Netflix il 14 gennaio 2022. In italiano è stata resa disponibile lo stesso giorno.
| nº | Titolo originale | Titolo italiano | Pubblicazione originale | Pubblicazione Italia |
| -- | ---------------- | --------------- | ----------------------- | -------------------- |
| 1  | Episode 1        | Episodio 1      | 14 gennaio 2022         | 14 gennaio 2022      |
| 2  | Episode 2        | Episodio 2      | 14 gennaio 2022         | 14 gennaio 2022      |
| 3  | Episode 3        | Episodio 3      | 14 gennaio 2022         | 14 gennaio 2022      |
| 4  | Episode 4        | Episodio 4      | 14 gennaio 2022         | 14 gennaio 2022      |
| 5  | Episode 5        | Episodio 5      | 14 gennaio 2022         | 14 gennaio 2022      |
| 6  | Episode 6        | Episodio 6      | 14 gennaio 2022         | 14 gennaio 2022      |

## Episodio 1
- Titolo originale: Episode 1
- Diretto da: Ricky Gervais
- Scritto da: Ricky Gervais

### Trama
Tony si frequenta con Emma, ma mantiene con lei un certo distacco; una sera accetta con riluttanza di andare a casa di Matt per un giro di drink con la stessa Emma e la nuova compagna di Matt, ma la serata si rivela un disastro.